# 勝俣隆
勝俣 隆（かつまた たかし、1952年3月20日 - ）は、日本の国文学者、長崎大学名誉教授。専門は上代文学と中世文学で、古事記・日本書紀の神話解釈と星座神話、中世小説（お伽草子）における本文と挿絵の関係を中心に研究している。

## 略歴
神奈川県生まれ。1974年静岡大学人文学部国文科卒、1980年京都大学大学院文学研究科博士後期課程満期退学。2009年、「異郷訪問譚・来訪譚の研究 上代日本文学編」で京都大学から博士（文学）。
1980年国立新居浜工業高等専門学校助教授を経て、1987年長崎大学教育学部助教授、教授となる。2017年定年退任、名誉教授。

## 顕彰
長年の日本の古典と日本における星座神話の研究を顕彰して、アマチュア天文家の箭内政之が、1992年に発見した小惑星22346番に、天体写真家の藤井旭、東亜天文学会の佐藤健が提案、この小惑星の発見者の箭内政之、渡辺和郎の賛同もあり、国際天文学連合IAUで承認され小惑星の名前を「Katumatatakashi」とすることが小惑星命名委員会MPC（米国スミソニアン天体物理観測所）から発表された。日本の国文学者の名前が小惑星に付いたのはこれが初めて初めて。

## 著書
- 『星座で読み解く日本神話』あじあブックス 大修館書店 2000年6月 ISBN 4469231649
- 『異郷訪問譚・来訪譚の研究 上代日本文学編』和泉書院 2009年12月 ISBN 978-4757605350
- 『上代日本の神話・伝説・万葉歌の解釈』おうふう 2017年3月 ISBN 978-4273037994

## 論文
- CiNii>勝俣隆